# Song for Someone
Song for Someone is een nummer van de Ierse rockband U2 uit 2015. Het is de derde en laatste single van hun dertiende studioalbum Songs of Innocence. Bono beschreef het nummer als een liefdesliedje gewijd aan zijn vrouw Ali.
Het nummer haalde de 26e positie in de Vlaamse Tipparade. Verder haalde het nummer nergens de hitlijsten. Het werd wel een klein radiohitje in onder andere Nederland en Frankrijk.